# Морозенко, Евгений Сергеевич
Евге́ний Серге́евич Морозе́нко (укр. Євген Сергійович Морозенко; род. 16 декабря 1991[…], Киев) — украинский футболист, полузащитник клуба «Левый берег» (Киев).

## Игровая карьера

### Ранние годы
Евгений Морозенко родился в Киеве. Воспитанник киевского «Динамо». В ДЮФЛ играл за киевлян ФК «Отрадный».

### «Динамо-2»
Профессиональную карьеру начинал в сезоне 2007/08, когда он сыграл 8 игр за дубль в молодёжном первенстве и 16 в первой лиге за «Динамо-2». Во второй динамовской команде полузащитник дебютировал 29 февраля 2008 в игре против киевского ЦСКА (3:2).

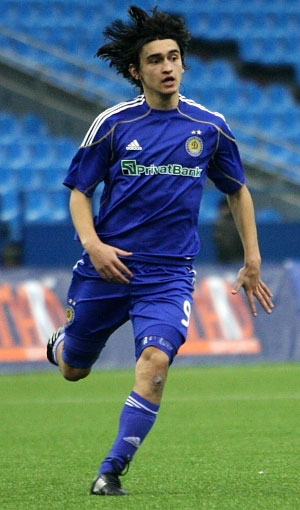
Евгений Морозенко в составе «Динамо» на Кубке Содружества

Со временем Морозенко стал одним из ведущих игроков «Динамо-2». За пять сезонов в этой команде полузащитник провёл 110 матчей, в которых забил 12 голов. В основной состав «Динамо» Морозенко тренеры не приглашали. Зимой 2012 года интерес к Евгению проявлял «Черноморец». Молодой футболист съездил на просмотр в Одессу, но получил повреждение и был вынужден остаться в киевской команде.

### «Слован»
Летом 2012 года Морозенко получил предложение поиграть в аренде в составе действующего чемпиона Чехии либерецкого «Слована». В Чехию полузащитник отправился вместе с партнёрами по команде Сергеем Люлькой и Артёмом Бутениным.
Дебют украинца в футболке «Слована» состоялся в матче за Суперкубок Чехии против «Сигмы». Евгений вышел на поле за девять минут до окончания матча, заменив одного из лидеров команды Иржи Штайнера. Позже Морозенко сыграл в квалификации Лиги чемпионов. Дебют состоялся в первом матче третьего раунда против румынского «Клужа». Выбыв из Лиги чемпионов, «Слован» продолжил еврокубковый сезон в Лиге Европы, где его соперником был днепропетровский «Днепр». Против соотечественников Морозенко сыграл лишь несколько минут домашнего матча. За полгода в «Словане» футболист сыграл в чемпионате Чехии лишь четыре матча.

### Возвращение в «Динамо-2» и «Говерла»
Вернувшись на Украину, Морозенко во второй половине сезона 2012/13 провёл «Динамо-2» 12 игр. В плей-офф за сохранение места в Первой лиге против свердловского «Шахтёра» полузащитник забил по голу в обоих матчах, чем помог клубу сохранить прописку в первом дивизионе.
После окончания сезона вместе с одноклубниками Сергеем Люлькой и Виталием Буяльским был отдан в аренду в ужгородскую «Говерлу». В отличие от своих партнёров, в основную команду ужгородцев пробиться не смог, сыграв до конца года только в одной игре молодёжного первенства. Зимой вернулся в «Динамо-2», где провёл ещё полтора сезона.

### «Александрия»
В июле 2015 году на правах свободного агента, вместе с партнёром по динамовскому дублю Артёмом Полярусом, подписал контракт с новичком Премьер-лиги «Александрией». В высшем дивизионе дебютировал 15 августа того же года в игре против донецкого «Олимпика», заменив в перерыве Андрея Запорожана. 8 сентября 2015 покинул «Александрию».

### «Гурия»
В феврале 2016 года стало известно, что Морозенко будет играть за «Гурию».

### «Верес»
После выступлений в Грузии Морозенко вернулся выступать в украинский чемпионат, подписав контракт с ровенским «Вересом». В ровенском клубе стал лидером, стабильно играя в середине поля и отрабатывая на оборону. В июле 2018-го перешёл в донецкий «Олимпик», но отыграв всего два поединка в чемпионате, через полгода Морозенко оказывается одесском «Черноморце». Уже в июле 2019 года 27-летний хавбек вернулся в Ровно, но в конце сентября контракт с «Вересом» был расторгнут по обоюдному согласию.

## Международная карьера
В 2007—2010 годах выступал за юношеские сборные Украины U-17 и U-19, в которых в общей сложности сыграл 29 матчей, забил 5 мячей.